# Teddy Chevalier
 Teddy Chevalier  (sinh 28 tháng 6 năm 1987) là một cầu thủ bóng đá Pháp hiện tại thi đấu cho câu lạc bộ Belgian First Division A Kortrijk.

## Sự nghiệp
Chevalier từng thi đấu cho Gueugnon và Boussu Dour Borinage.